# Pheidole amber
Pheidole amber är en myrart som beskrevs av Horace Donisthorpe 1941. Pheidole amber ingår i släktet Pheidole och familjen myror. Inga underarter finns listade i Catalogue of Life.